# Koło (Ciszyca)
Koło – część wsi Ciszyca w Polsce położonej w województwie mazowieckim, w powiecie piaseczyńskim, w gminie Konstancin-Jeziorna.
Wieś szlachecka położona była w drugiej połowie XVI wieku w powiecie czerskim ziemi czerskiej województwa mazowieckiego. W latach 1975–1998 miejscowość administracyjnie należała do województwa warszawskiego.